# Rue Saint-Pierre (Marseille)
Pour les articles homonymes, voir Rue Saint-Pierre.
La rue Saint-Pierre est une voie marseillaise.

## Situation et accès
Cette rue traverse d'ouest en est les 5e, 6e, 10e, 11e et 12e arrondissements de Marseille. Il s'agit de la deuxième plus longue voie de Marseille après le chemin du Littoral.

## Origine du nom
Elle porte ce nom en raison de la proximité du cimetière Saint-Pierre.

## Historique
Autrefois nommé « chemin de Saint-Pierre », cette rue mesure 3 400 mètres de long.

## Bâtiments remarquables et lieux de mémoire
Les entrées du cimetière Saint-Pierre ainsi que de l'hôpital de la Timone se trouvent sur cette rue, ainsi qu'un grand dépôt de bus et de tramways.